# Solange Knowles
Solange Piaget Knowles (født 24. juni 1986), også kendt under kunstnernavnet Solange, er en amerikansk sanger, sangskriver, pladeproducer og skuespiller.
I en tidlig alder interesserede Solange sig for musik og var også danser for søsterens gruppe Destiny's Child, før hun underskrev en kontrakt med sin far Mathew Knowles' pladeselskab.
Da Solange var 16, udgav hun sit første studiealbum Solo Star (2002). Mellem 2005 og 2007 havde hun flere mindre skuespillerroller, bl.a. direkte-til-video-filmen Bring It On: All or Nothing (2006), og fortsatte med at skrive musik for sin storesøster Beyoncé og for tidligere gruppemedlemmer Kelly Rowland og Michelle Williams fra Destiny's Child.
I 2007 begyndte Knowles igen at producere ny musik selv. Hendes andet album var Sol-Angel and the Hadley St. Dreams (2008). Det blev nummer 9 på US Billboard 200 og fik positive anmeldelser fra kritikere. Hun fulgte op med True (2012) på Terrible Records og Saint Records. Det tredje album A Seat at the Table (2016) blev hendes første nummer et-album i USA. Albummets første single "Cranes in the Sky" vandt en Grammy for bedste R&B Performance. Hendes fjerde album, When I Get Home, blev offentliggjort i 2019.
Den 16. november 2014 giftede Solange sig med musikvideoproducer Alan Ferguson i New Orleans, Louisiana.